# الأسلحة البرية: غسق السم
الأسلحة البرية: غسق السم ( (ワイルドアームズ トワイライトヴェノム) هو رسوم متحركة  تلفزيونية يابانية مستند على الأسلحة البرية؛ سلسلة من ألعاب الفيديو. هذه السلسلة من تحريك بي تراين، وإخراج إتسورو كاواساكي وكويتشي ماشيمو، شفق السم بث على WOWOW في 18 أكتوبر 1999، إلى 27 مارس 2000، بلغ مجموعها 22 حلقة.

## الحبكة
الدكتور كيل أروناكس، ميرابيل ولوريتا يصادفان ولد شايين في العاشرة من عمره أثناء هروبهم من السجن. يظهر حاملاً السلاح الشهير.  تتبعُ السلسلة شايين وكيل كما أنهما يبحثان عن لغز جسم شايين المفقود.

## الحلقات
1. النوم القذر
2. مجنون الأسلحة
3. تنين الصحراء الخيالي
4. فالونا على الكتاب
5. صورة لانا
6. القضية من فارغايا
7. بلدي يوما ما سوف يأتي السارق
8. الفم الواسع المغلق
9. الرقيق من اللعبة
10. مذنب أو...
11. لا بيت ولا الجسم
12. الكذب، ليلى، كذبة
13. تهليل النبيلة الحمراء
14. مقابلة مع أمبيري
15. ملاك بالفطرة
16. ملوك أسمى قاتلة
17. طفل في القلب
18. أيام باخوس
19. ذهب مع الدخان
20. ضرب فالونة
21. مرة واحدة بناء على الوقت في فارغايا
22. آخر من شيين

## وصلات خارجية
- الأسلحة البرية: غسق السم على موقع IMDb (الإنجليزية)
- الأسلحة البرية: غسق السم على موقع كينوبويسك (الروسية)
- الأسلحة البرية: غسق السم على موقع قاعدة بيانات الفيلم (الإنجليزية)
- الأسلحة البرية: غسق السم على موقع ANN anime (الإنجليزية)